# ユン・ジョンフン
ユン・ジョンフン（윤종훈、1984年2月15日 - ）は、韓国の俳優である。KEYEAST所属。大田大学外国語文学部中退。

## 出演

### テレビドラマ
- 帰ってきた一枝梅（2009年、MBC） - 武術チーム
- 千秋太后（2009年、KBS） - 武術チーム
- 黄金の魚（2010年、MBC）
- シリウス（2013年、KBS）
- モンスター（2013年、tvN） - シン・ジェロク役
- 応答せよ1994（2013年、tvN） - キム・ギテ役
- ミセン（2014年、tvN） - イ・サンヒョン役
- 恋のハイヒール（2014年、SBS） - チェ・ヨンホ役
- エマージェンシー・カップル（2014年、tvN） - イム・ヨンギュ役
- ずっと恋したい（2014年、SBS） - キム・ウジュ役
- ドクター・フロスト（2014年-2015年、OCN） - カン・ジヌク役
- 優しくない女たち（2015年、KBS） - 若いチョン・グミン役
- 私の娘はスーパーウーマン（2015年、MBC） - ペク・ソンジェ役
- イケメン ライダーズ（2015年-2016年、Eチャンネル） - キム・ジュヌク役
- 私の婿の女（2016年、SBS） - チェ・ヨンジュン役
- もう一度ハッピーエンディング（2016年、MBC）
- バクデリは休暇中（2016年、NAVER） - パク・サンム役
- また!?オ・ヘヨン（2016年、tvN） - チェ・ヌリ役
- もう一度始めよう（2016年、MBC） - イ・ソノ役
- 恋のドキドキシェアハウス〜青春時代〜（2016年、JTBC） - ソ・ドンジュ役
- ハベクの新婦（2017年、tvN） - マ・ボンヨル役
- 王は愛する（2017年、MBC） - ワン・ジョン役
- 会社を辞める最高の瞬間（2017年、WEB） - チョン・テウン役
- リターン（2018年、SBS） - ソ・ジュニ役
- ここに来て抱きしめて（2018年、MBC） - キル・ムウォン役
- マイ・ヒーリング・ラブ（2018年-2019年、MBC） - パク・ワンスン役
- 皇后の品格（2018年-2019年、SBS） - カン・ジュスンの兄役
- 偶然見つけたハル（2019年、MBC） - イ・ジュファ役
- その男の記憶法（2020年、MBC） - ユ・テウン役
- ペントハウス（2020年-2021年、SBS） - ハ・ユンチョル役
- ペントハウス2（2021年、SBS） - ハ・ユンチョル役
- ペントハウス3（2021、SBS）ｰ ハ・ユンチョル役
- 流れ星（shooting star）（2022、tvN）ｰ カン・ユソン役

### 映画
- 女性漫画の靴劇場版（2014年） - チェ・ヨンホ役
- 去年の夏突然（2012年）
- 腎臓が必要（2010年）
- 凍土（2010年） - 兵曹役
- リクエスト - ゴミ役
- 計算 - 全校1位生徒の役
- 目に見えるものだけを信じて
- 普通の話
- ファイトアゲイン

### テレビ番組
- 「All about Trend TM」（Trend E）

### ミュージックビデオ
- コヒョンウク - 恋愛小説（2013年）
- イジョンソプ - 彼女が去ってね（2012年）
- ヤン・ヒウン - 花瓶（2014年）

### CF
- 新韓銀行「新入社員編」
- 現代デパート「夜間用心棒編」
- 現代デパート「フードコート編」
- CANON「EOS 60D」

## 賞とノミネート
| 年度 | 授賞式      | 部門                       | 作品           |
| ---- | ----------- | -------------------------- | -------------- |
| 2018 | MBC演技大賞 | 連続ドラマ部門男優秀演技賞 | 私の愛の治癒期 |
| 2018 | SBS演技大賞 | 男新人演技賞               | リターン       |
| 2018 | SBS演技大賞 | キャラクター演技賞         | リターン       |